# Moncef Marzouki
Pour les articles homonymes, voir Marzouki.
Ne doit pas être confondu avec Mohsen Marzouk.
Moncef Marzouki (en arabe : المنصف المرزوقي, al-Munṣif al-Marzūqī), né le 7 juillet 1945 à Grombalia, est un homme d'État tunisien. Il est président de la République du 13 décembre 2011 au 31 décembre 2014.
Il fonde et préside le Congrès pour la République (CPR) de 2001 à 2011, année de son élection à la fonction de président de la République tunisienne par les membres de l'Assemblée constituante. Il est battu au suffrage universel direct, au second tour de l'élection présidentielle de 2014, par Béji Caïd Essebsi. À nouveau candidat en 2019, il arrive en onzième position au premier tour.
Il est également écrivain, médecin et militant des droits de l'homme.

## Jeunesse et formation
Né le 7 juillet 1945 à Grombalia, il suit ses études secondaires au collège Sadiki entre 1957 et 1961. À l'indépendance, les vicissitudes de la politique contraignent sa famille à l'exil et c'est au Maroc qu'il achève sa scolarité. Jeune, il voyage en Inde pour étudier la résistance non-violente du Mahatma Gandhi. Lauréat en 1963 du prix du concours général en arabe, il obtient son baccalauréat au lycée Regnault en 1964 et reçoit une bourse universitaire pour poursuivre ses études en France, où il devient docteur en médecine à la faculté de médecine de l'université de Strasbourg en 1973,,.
Lorsqu'il est interne des hôpitaux universitaires de Strasbourg, il reçoit la médaille d'argent de l'internat. À la faculté de médecine de Strasbourg, il se spécialise en médecine interne, neurologie et santé publique. De 1977 à 1979, il est chef de clinique à la Médicale B à Strasbourg, rattachée au professeur et doyen Marc Dorner.

## Carrière scientifique

### En Tunisie
De retour en Tunisie en 1979 après ses études en France, il choisit de faire une carrière scientifique en médecine et devient assistant hospitalo-universitaire au service de neurologie du centre hospitalo-universitaire de La Rabta à Tunis,. Il y travaille sur plusieurs thèmes dont l'épilepsie,, le profil épidémiologique et la prévention des accidents cérébraux chez l'enfant handicapé.
En 1982, il change de spécialité et obtient une agrégation en médecine sociale. Il devient alors professeur agrégé hospitalo-universitaire en santé publique à la faculté de médecine de Sousse. Néanmoins, il ne devient professeur universitaire en santé publique à la même faculté qu'en 1991 en raison de ses activités politiques. Ces engagements politiques lui valent aussi la dissolution de son service de médecine communautaire en 1992, son interdiction de faire des vacations en neurologie dans les cliniques de sécurité sociale en 1994, son interdiction de recherche en 1995, et finalement son licenciement de la faculté en juillet 2000 en raison d'un congé non validé.
Malgré cette pression durant sa carrière à la faculté de médecine de Sousse, il réussit à conduire et à contribuer à certaines études épidémiologiques et travaux de recherche en santé publique,, et crée même le premier DESS en médecine communautaire de sa faculté (non accrédité par l'État) en 1996.

### En France
Après son licenciement de la faculté de médecine de Sousse en 2000, le cabinet du ministre français de l'Éducation nationale, Jack Lang, propose au doyen de la faculté de médecine de l'université Paris-XIII de l'embaucher comme professeur invité de santé publique. Le doyen contacte alors Antoine Lazarus, chef de service de santé publique à l'UFR santé, médecine et biologie humaine à Bobigny, pour discuter de la proposition et, puisque le professeur Lazarus connaissait Moncef Marzouki depuis un colloque d'Amnesty International, il approuve la proposition.
Marzouki est donc professeur invité à la faculté de médecine de Paris-XIII de 2001 à 2004. Durant cette période, il jouit d'une bonne réputation en tant qu'enseignant et étudie surtout le rapport entre le respect des droits de l'homme et l'amélioration de la qualité des services de santé publique dans un pays donné.
Après son expérience à Paris-XIII, le médecin Bernard Elghozi lui propose de travailler comme chargé de mission dans le Réseau de santé de Créteil pour travailler sur l'organisation du pôle santé publique du réseau et sur la promotion de l'éducation pour la santé et la prévention. Marzouki occupe ce poste entre 2004 et 2011, tout en assurant des consultations pour les pauvres au centre Créteil Solidarités. Sa carrière scientifique se limite alors à donner des cours à l'université Paris-Est-Marne-la-Vallée durant sept ans et se termine en 2011 lors de son retour définitif en Tunisie.

## Militant des droits de l'homme

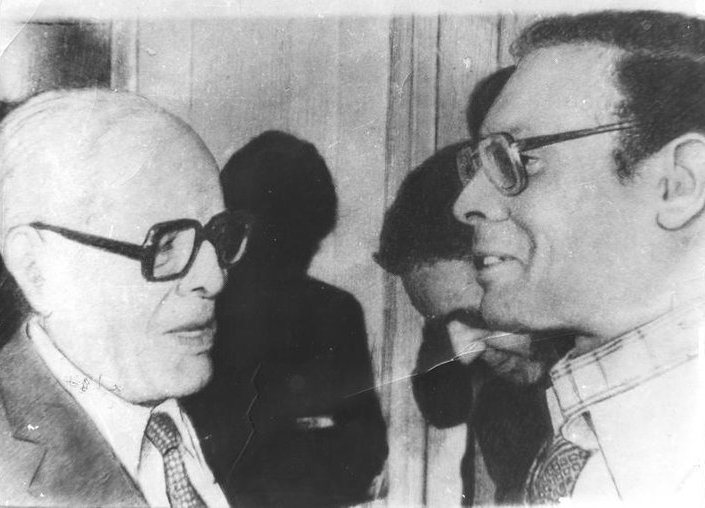
Marzouki et Habib Bourguiba en 1982.

Il commence à s'engager en faveur des droits de l'homme en 1980 en entrant à la Ligue tunisienne des droits de l'homme (LTDH). En 1981, il fonde le réseau africain des droits de l'enfant. En 1984, il est nommé membre de la commission nationale de l'attribution des cartes d'invalidité. En 1985, il est élu par le troisième congrès comme membre de son comité directeur puis, en 1987, désigné au poste de vice-président chargé de l'éducation du public et de la formation des militants à la LTDH En 1989, il est élu à l'unanimité comme président de la LTDH.
Toutefois, le 14 juin 1992, l'organisation est dissoute à la suite de son opposition à une nouvelle loi sur les associations. Marzouki constitue alors en 1993, avec notamment Mustapha Ben Jaafar et Sihem Bensedrine, le Comité national pour la défense des prisonniers d'opinion qui est déclaré illégal. La LTDH est finalement légalisée à nouveau en mars 1993 mais passe sous le contrôle des partisans du pouvoir à la suite d'un « putsch ». Face aux pressions diverses, Marzouki annonce lors du congrès tenu en février 1994 sa décision de ne plus briguer aucune fonction au sein de l'organisation dont il fustige la compromission avec le régime.

## Carrière politique

### Opposant au régime Ben Ali
Il décide de présenter sa candidature à l'élection présidentielle du 20 mars 1994. Pourtant, il ne parvient pas à réunir le nombre nécessaire de signatures requises afin de participer à l'élection. Dès le 21, il est arrêté et placé en isolement total pendant quatre mois sans avoir été jugé, n'en sortant qu'après l'intervention personnelle de Nelson Mandela qu'il a connu en 1991 à Oslo. De 1989 à 1997, il est également membre du comité directeur de l'Organisation arabe des droits de l'homme basée au Caire et membre actif de la section tunisienne d'Amnesty International. Il est désigné président de la commission arabe des droits de l'homme entre 1996 et 2000.
Le 10 décembre 1998, il fonde avec un groupe de défenseurs des droits de l'homme le Conseil national pour les libertés en Tunisie (CNLT) dont il devient le premier porte-parole, poste qu'il occupe jusqu'au 16 février 2001. Par la suite, les persécutions prennent une tournure de plus en plus grave : interdiction de voyager, arrestation en pleine rue, convocations devant le juge d'instruction, vol de voiture. En août 2000, à la suite de son licenciement de son poste de professeur à la faculté de médecine de Sousse, Marzouki bénéficie d'un soutien national et international sans précédent dû à son parcours de militant, de penseur et de défenseur des droits de l'homme. Il est condamné le 30 décembre 2000 à une peine globale d'un an de prison : huit mois au titre de son appartenance au CNLT, qui poursuit ses activités en dépit du refus de visa du ministère de l'Intérieur nécessaire à une existence légale, et quatre mois pour « diffusion de fausses nouvelles de nature à troubler l'ordre public », à savoir la critique de la gestion opaque du Fonds de solidarité nationale placé sous le patronage du président de la République.
Pendant cette période, il est interdit de voyage et maintenu en résidence surveillée dans sa maison de Sousse. Il préside à partir du 25 juillet 2001 le Congrès pour la République, parti qu'il a fondé et qui n'est pas reconnu par les autorités tunisiennes avant la révolution tunisienne. En 2001, le président Jacques Chirac le fait libérer et venir en France, « arguant du fait », rapporte-t-il, « qu'[il avait] obtenu un poste à la Faculté de médecine de Bobigny, comme professeur invité de santé ». Malgré trois tentatives de retour en Tunisie, il décide de n'y revenir définitivement qu'après un changement de gouvernement. Au cours de ces années d'exil, il travaille comme consultant dans un réseau de santé de Marne-la-Vallée, dans les quartiers maghrébins réputés difficiles, se promettant « le jour où refleurira la démocratie en Tunisie d'être à nouveau candidat ».
Il y défend l'État de droit, les libertés fondamentales et l'égalité des sexes, dénonçant la misère sociale et les inégalités régionales. Ancré à gauche, il amorce en 2003 un rapprochement avec Ennahdha, mouvement qu'il qualifie de « conservateur avec une connotation religieuse », avec la signature de la Déclaration de Tunis. Le 17 janvier 2011, il annonce sa candidature à l'élection présidentielle, alors que le président déchu, Zine el-Abidine Ben Ali, est en fuite. Il rentre de son exil le lendemain. Le 8 mars, la légalisation de son parti est annoncée.
Lors de l'élection de l'Assemblée constituante du 23 octobre 2011, premières élections libres organisées depuis l'indépendance, son parti obtient la seconde place en nombre de sièges, derrière le parti islamiste Ennahdha. Lui-même est élu dans la deuxième circonscription de Nabeul.
Durant la campagne, il affirme l'identité arabo-musulmane du pays, accusant ses adversaires d'être « la vieille gauche laïcarde et francophone, totalement déconnectée des vrais problèmes de la société tunisienne »,.

### Président de la République

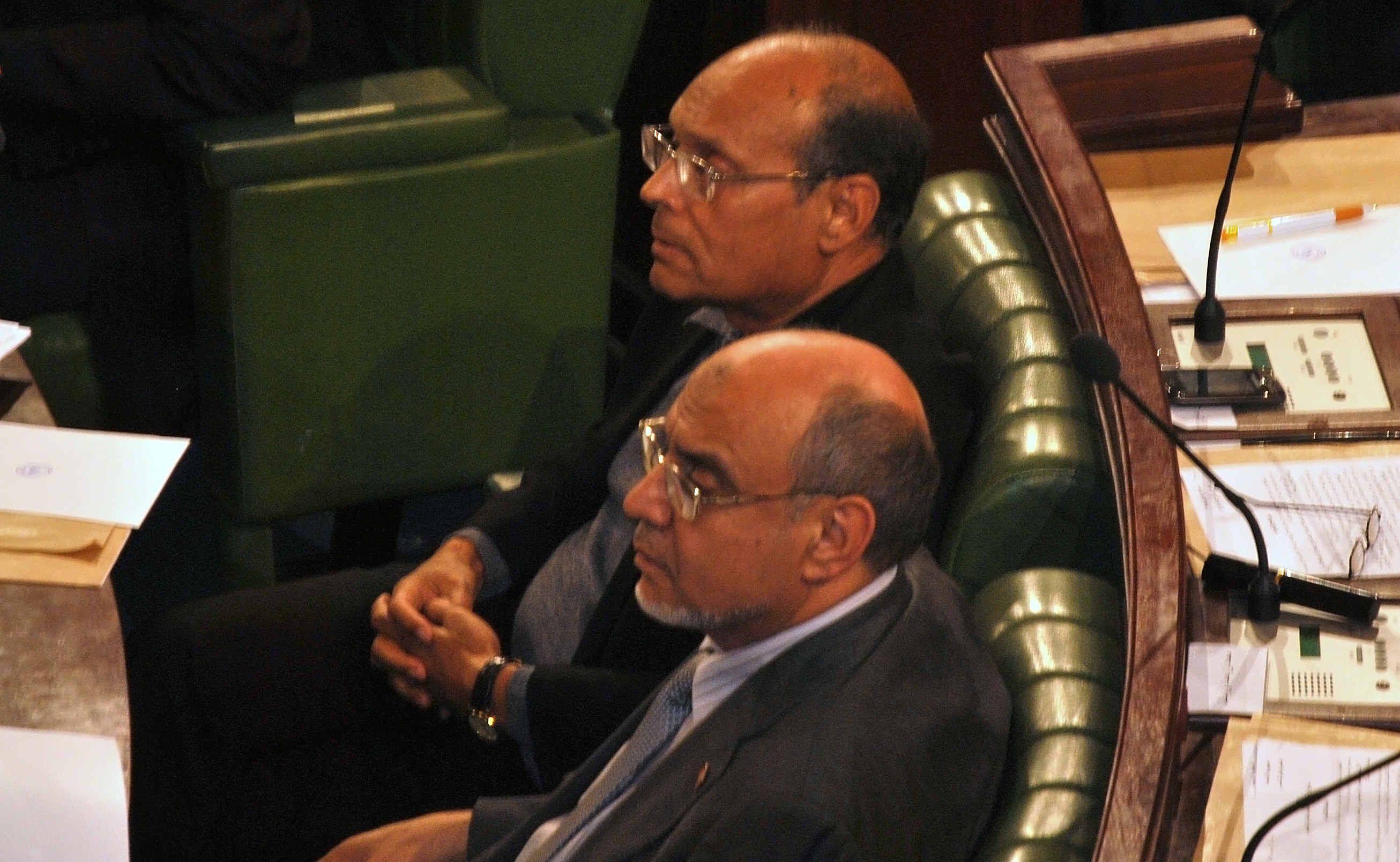
Marzouki aux côtés de Hamadi Jebali, à l'Assemblée constituante.

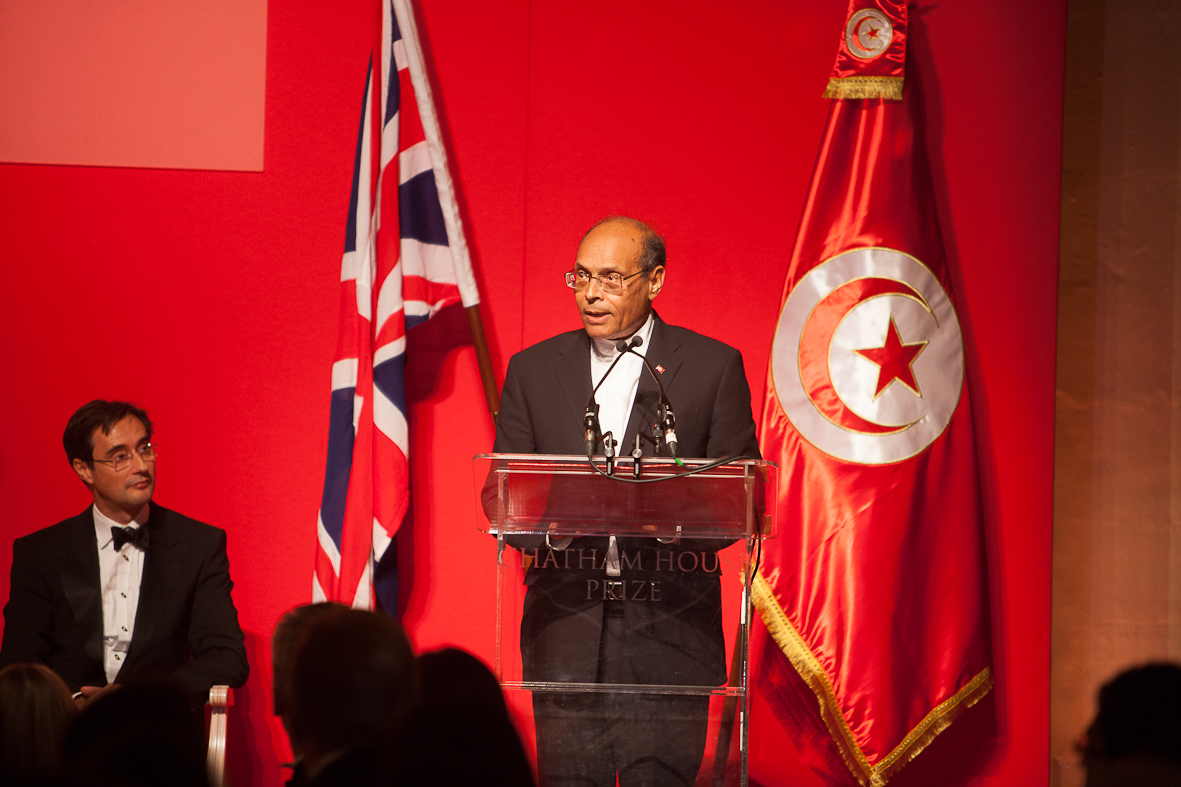
Moncef Marzouki au Royal Institute of International Affairs à Londres.

Le 22 novembre 2011, sa candidature à la présidence de la République est annoncée, et ce dans le cadre d'un accord tripartite entre Ennahdha, le CPR et Ettakatol. Il est élu le 12 décembre par les constituants avec 153 voix pour, trois contre, deux abstentions et 44 votes blancs, succédant ainsi à Fouad Mebazaa, dans l'attente de la rédaction de la nouvelle Constitution et de l'organisation d'une élection présidentielle,.
Il prend ses fonctions le lendemain, lors d'une cérémonie officielle au palais présidentiel de Carthage, où il est reçu par le président sortant,. Il démissionne le même jour de la présidence de son parti, conformément à la loi portant organisation provisoire des pouvoirs publics, les médias annonçant qu'il laisse la présidence à son numéro deux, Abderraouf Ayadi. Même s'il est annoncé le 15 décembre que Tahar Hmila devient secrétaire général par intérim, le parti confirme le 21 la nomination d'Ayadi au même poste intérimaire. Le 28 août 2012, le CPR le désigne au poste de président d'honneur.

#### Politique intérieure

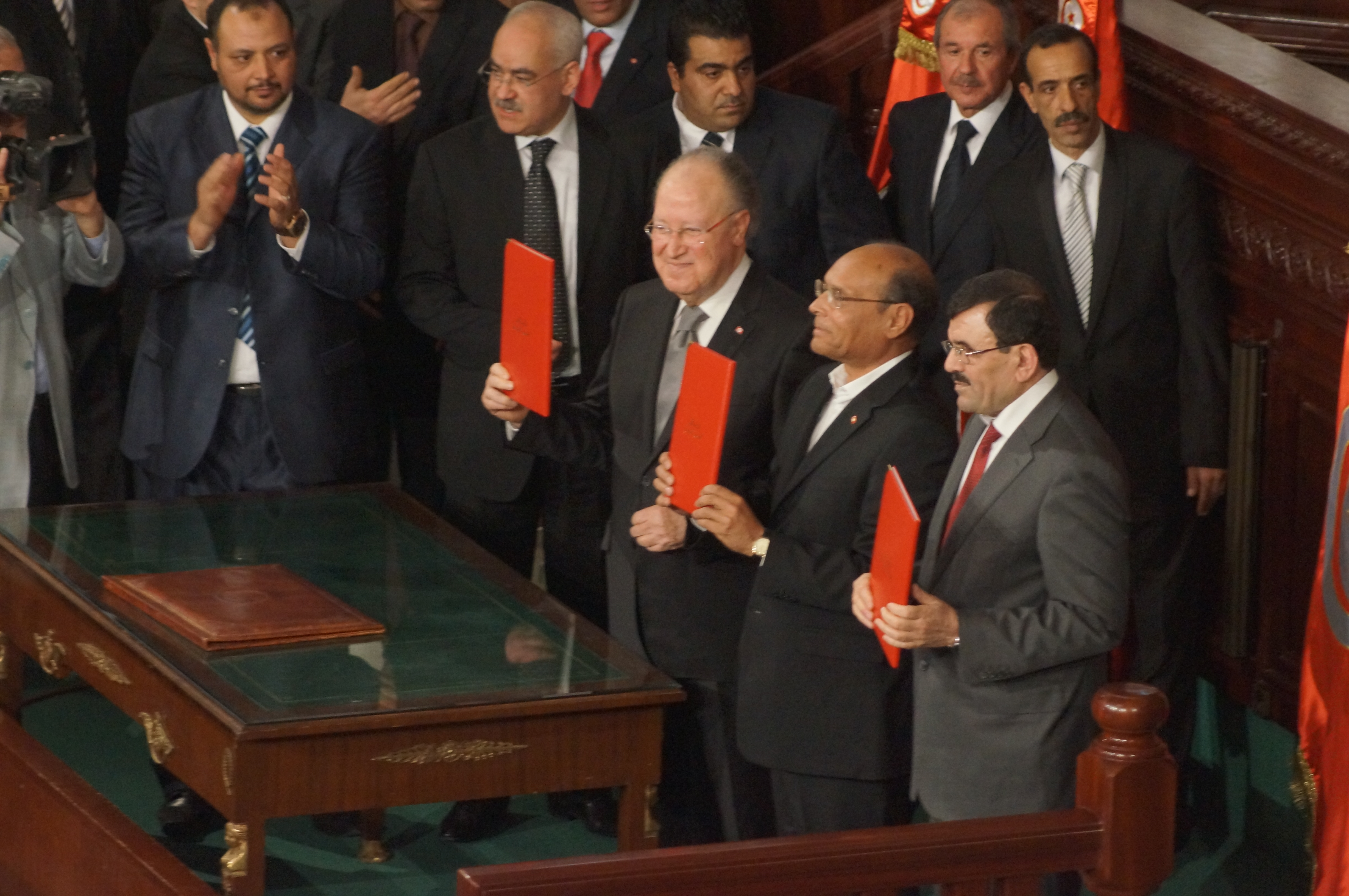
Marzouki avec Mustapha Ben Jaafar et Ali Larayedh lors de la signature de la Constitution le 27 janvier 2014.

Le 14 décembre 2011, il reçoit Hamadi Jebali, secrétaire général du parti Ennahdha et candidat au poste de chef du gouvernement, et lui demande de former un gouvernement en application de l'article 14 de la loi portant organisation provisoire des pouvoirs publics. Jusqu'à la nomination de celui-ci, le gouvernement de transition continue de gérer les affaires courantes.
Le 16, il annonce que les palais présidentiels seront vendus aux enchères publiques, à l'exception du palais de Carthage, précisant que les revenus seraient affectés à la promotion du secteur de l'emploi. Il annonce également la restitution aux musées nationaux des pièces archéologiques se trouvant dans le palais présidentiel de Carthage.
Le 25 juillet 2012, il décide de libérer 1 300 prisonniers à l'occasion de la fête de la République.
Le 25 mars 2013, il accorde un entretien à Al Jazeera durant laquelle il met en garde « les extrémistes laïcs », déclarant que « si un jour ils réussissent à prendre le pouvoir, de n'importe quelle manière », par un coup d'État par exemple, ils feraient face à « une grande révolution, plus importante que la première » et risqueraient par conséquent des « peines de pendaison »,. Ces déclarations lui valent plusieurs réactions, surtout à l'Assemblée constituante où des membres préparent une motion de censure contre lui, comme l'indique Samir Taïeb sur les ondes de Mosaïque FM.

#### Politique étrangère
Son premier voyage officiel à l'étranger a lieu en Libye, le 2 janvier 2012, pour y rencontrer Moustapha Abdel Jalil. Il y annonce qu'il est disposé à extrader Baghdadi Mahmoudi, dernier chef du gouvernement libyen arrêté dans le Sud tunisien après la chute de Mouammar Kadhafi, à la seule condition d'avoir des assurances qu'il bénéficierait d'un jugement équitable.
Marzouki prend, le 4 février 2012, la décision de renvoyer l'ambassadeur syrien à la suite des bombardements qui ont ciblé la ville de Homs, la veille de la célébration de la fête du Mouled, mettant ainsi fin aux relations diplomatiques avec ce pays. Il entame une tournée maghrébine à partir du 8 février, se rendant d'abord au Maroc, où il séjourne trois jours et rencontre notamment le roi Mohammed VI, puis en Mauritanie et en Algérie. L'objectif est de relancer l'Union du Maghreb arabe.

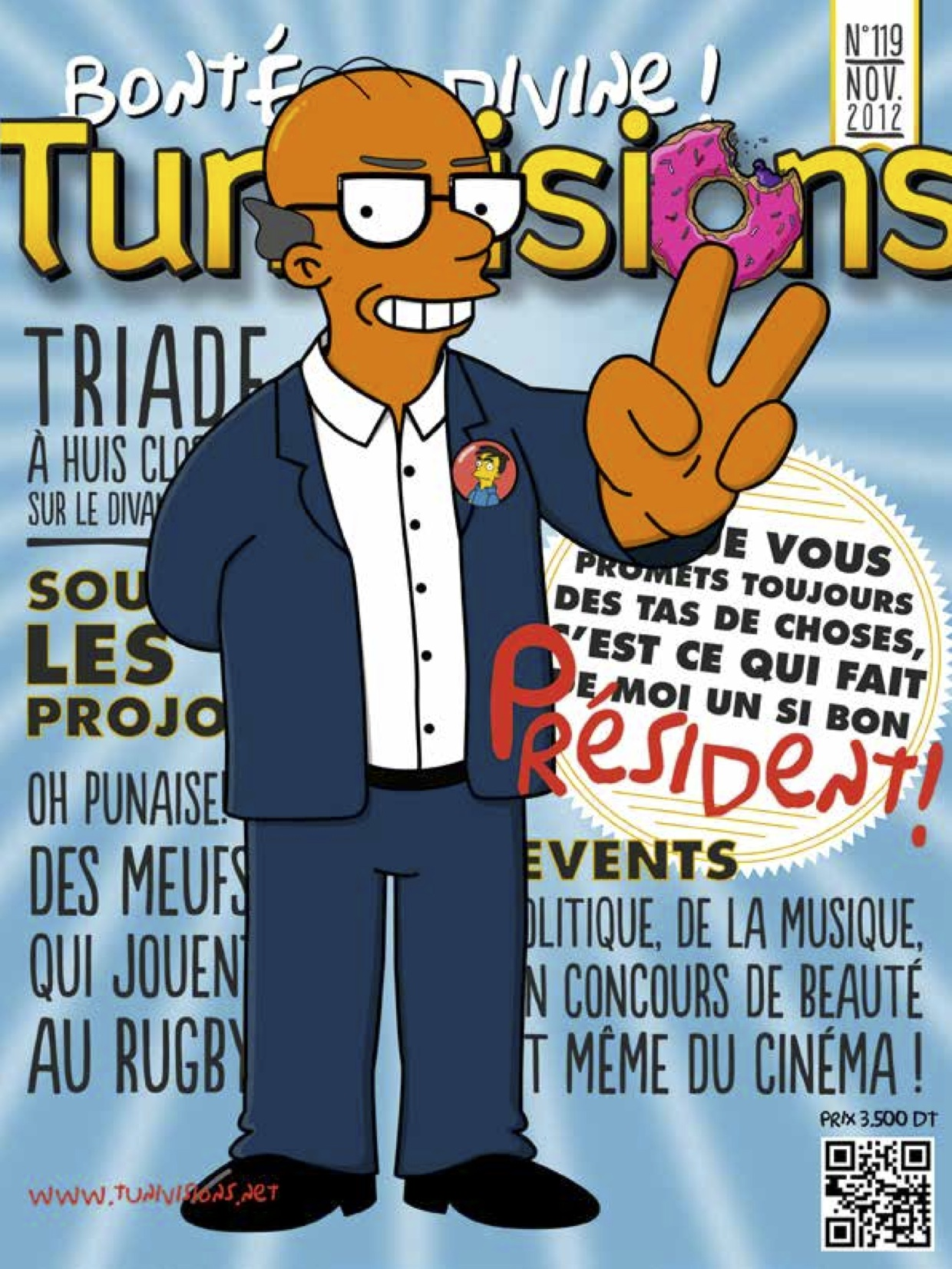
Caricature de Moncef Marzouki sur la couverture du numéro 119 du magazine tunisien Tunivisions.

Le 24 juin, l'extradition de Baghdadi Mahmoudi se fait sur ordre du chef du gouvernement et sans l'autorisation de Marzouki, provoquant une crise entre les deux têtes de l'exécutif. Cette crise est un camouflet pour Marzouki, qui a fait savoir auparavant son « opposition de principe » à une extradition avant les élections libyennes, illustrant la faiblesse de ses prérogatives et lui valant sur les réseaux sociaux le surnom de tartour (arabe tunisien : طرطور) de la part de ses détracteurs, c'est-à-dire « pantin ».

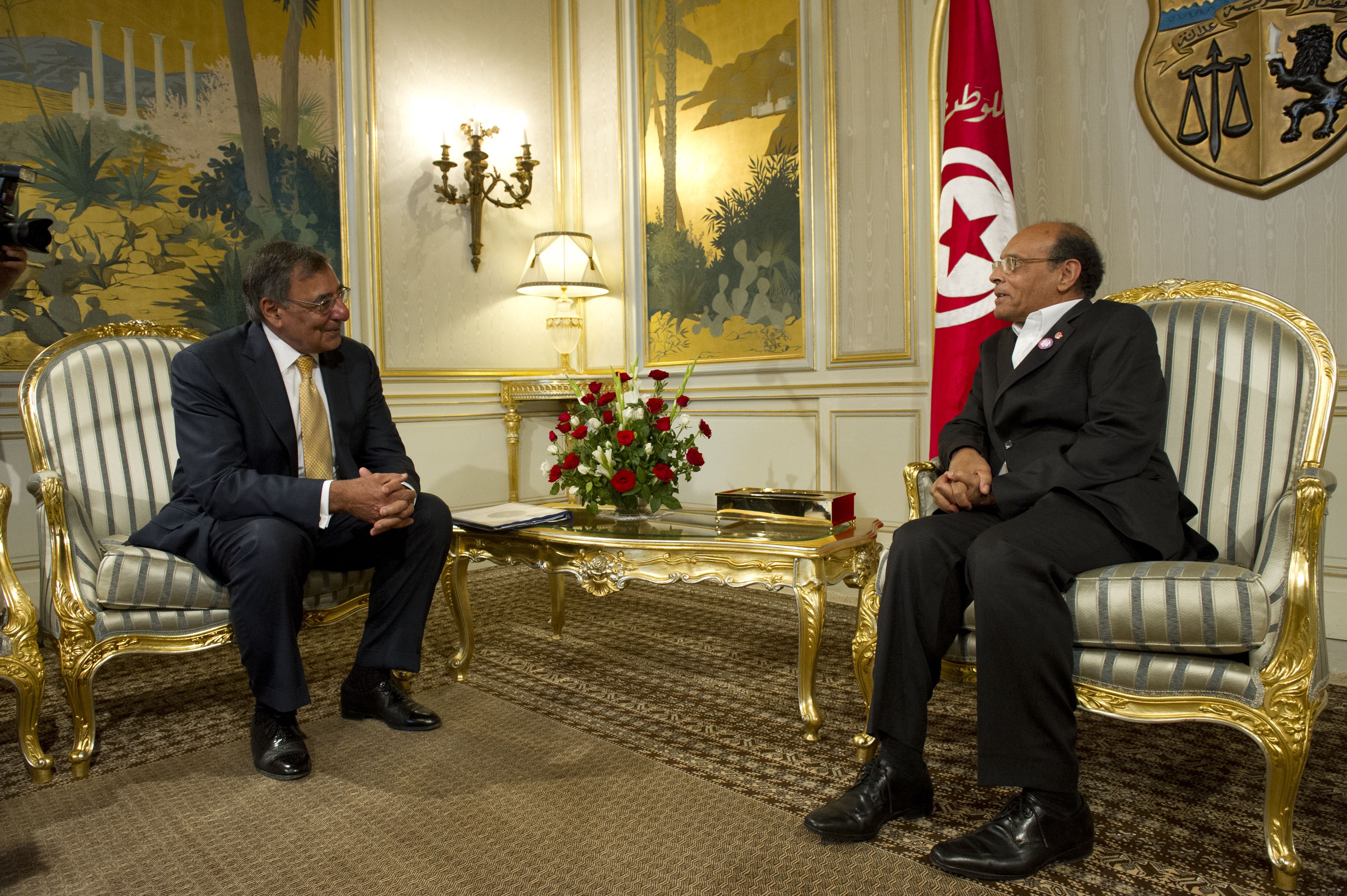
Marzouki avec Leon Panetta, secrétaire à la Défense des États-Unis, le 29 juillet 2012 au palais présidentiel de Carthage.
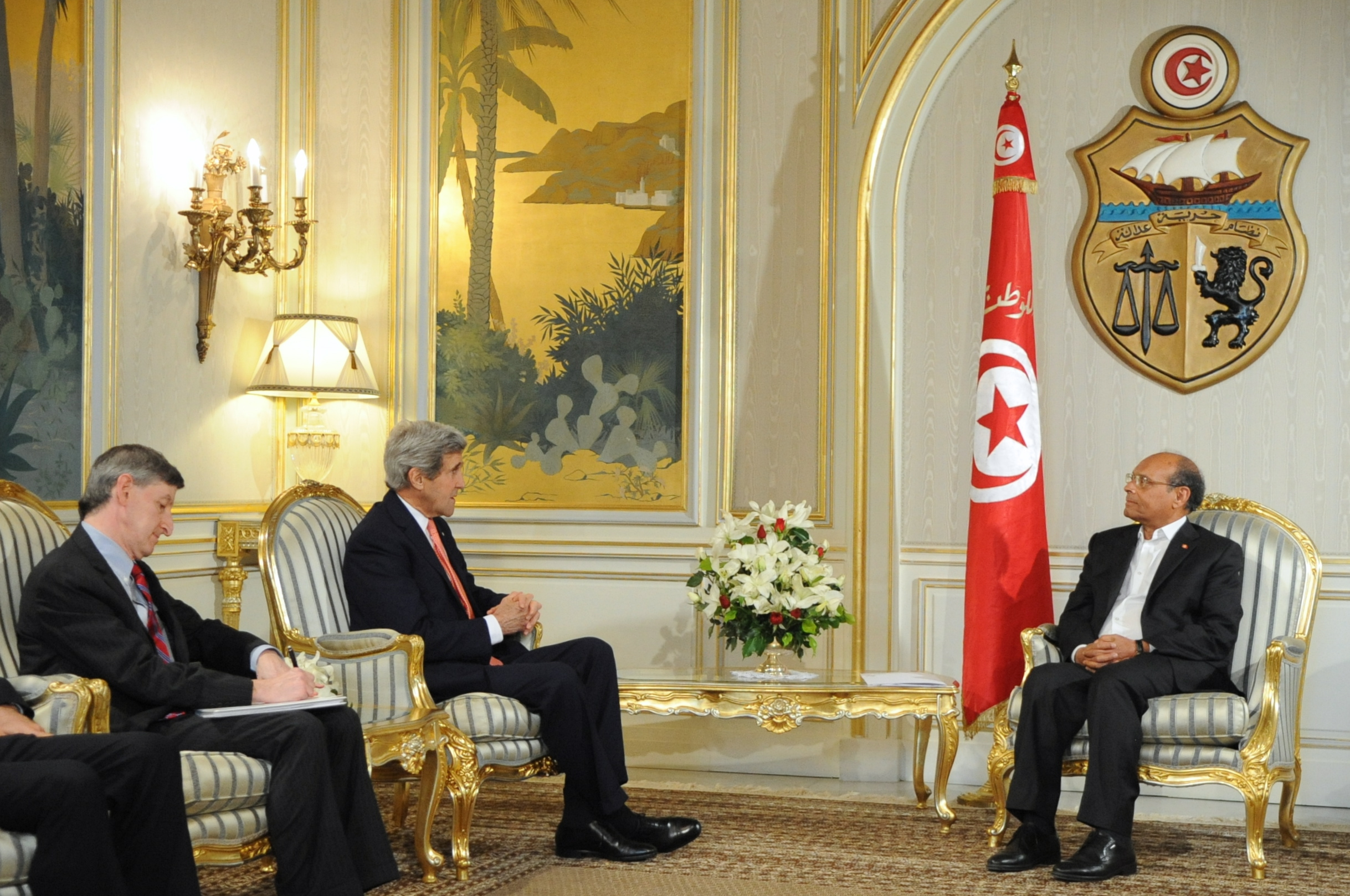
Marzouki avec John Kerry, secrétaire d'État des États-Unis, le 18 février 2014 au palais présidentiel de Carthage.
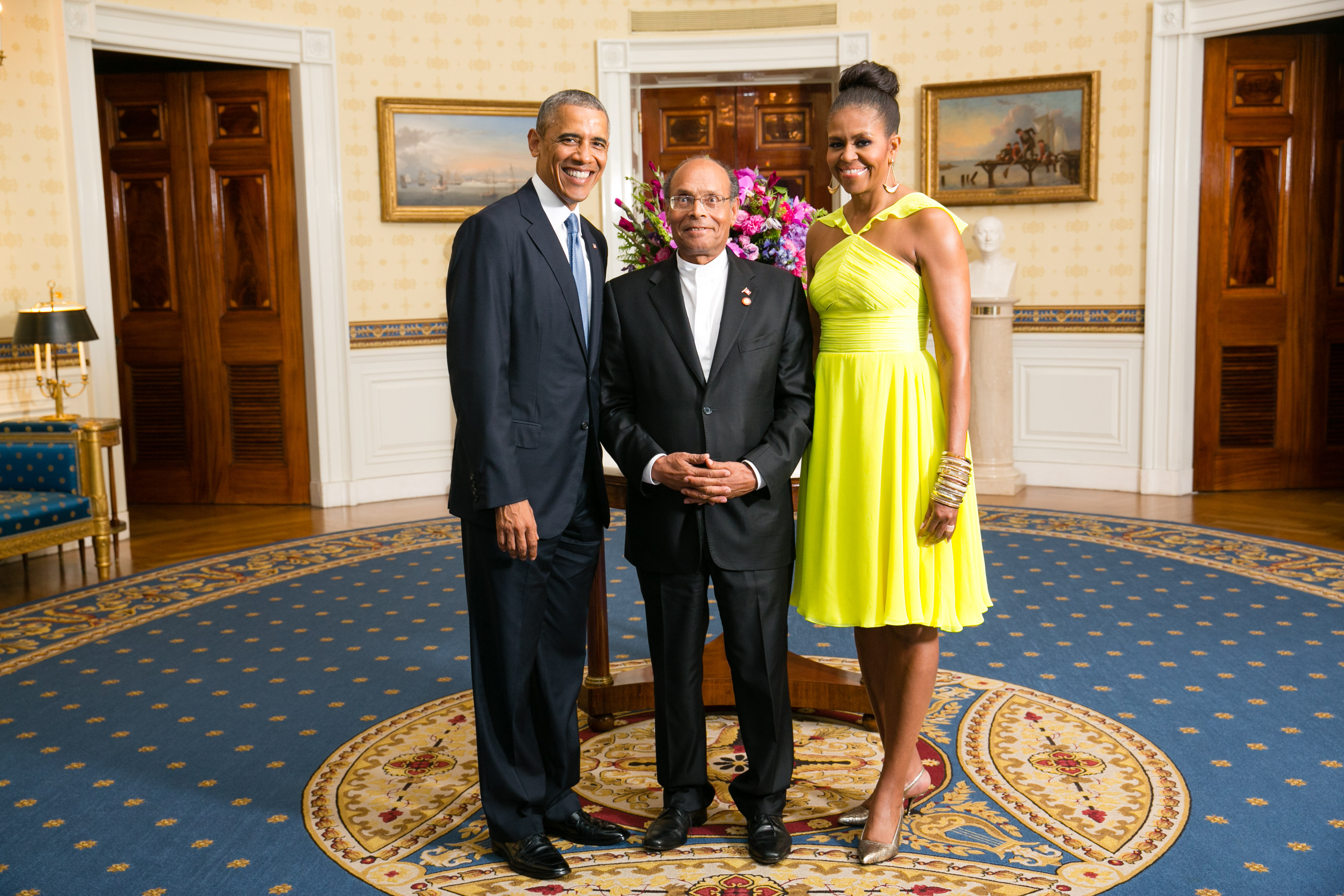
Marzouki avec le président américain Barack Obama et son épouse Michelle Obama lors d'un dîner à la Maison-Blanche le 5 août 2014.
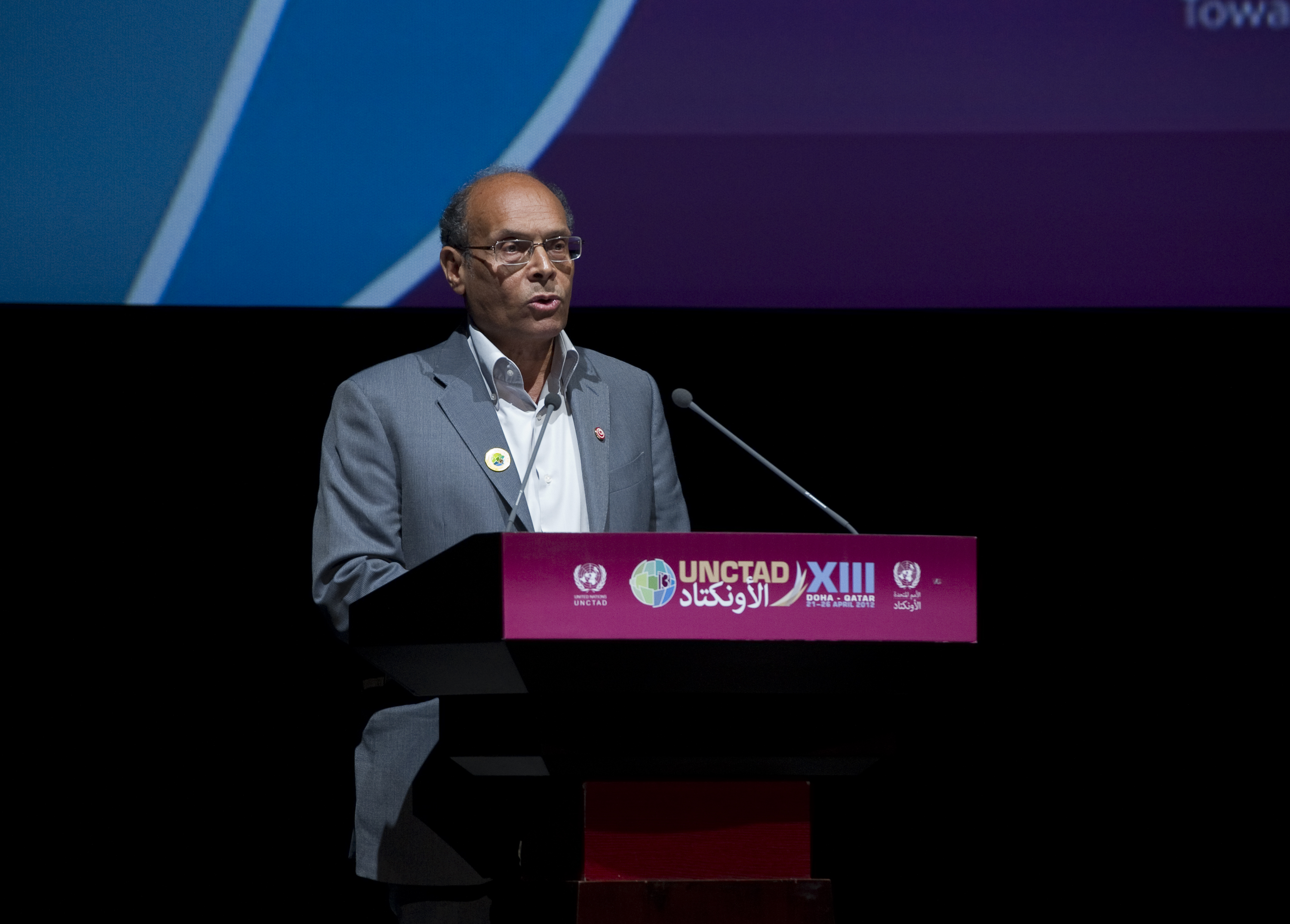
Marzouki lors de son discours à l'ouverture de la 13e édition de la CNUCED le 21 avril 2012 à Doha (Qatar).

#### Élection présidentielle de 2014
Il présente sa candidature à l'élection présidentielle de 2014 en tant qu'indépendant. Avec 33,43 % des voix, il termine en deuxième place du premier tour.
Lors de l'entre-deux tours, il déclare craindre des fraudes, ce qui lui vaut un avertissement de l'Instance supérieure indépendante pour les élections. Le 13 décembre 2014, trois ans jour pour jour après le début de son mandat, il est agressé par des individus lui lançant des chaussures, lors d'un meeting au Kef au cours duquel certains protestataires avaient aussi scandé des slogans hostiles, tels que « dégage ». Moncef Marzouki affronte au second tour Béji Caïd Essebsi, dont les partisans l'accusent d'être implicitement soutenu par le parti islamiste Ennahdha, qui ne présente pas de candidat. Le 21 décembre, avec 55,68 % des voix, Béji Caïd Essebsi l'emporte face à Marzouki, qui obtient 44,32 %. Moncef Marzouki quitte ses fonctions à l'issue de la passation de pouvoirs, organisée le 31 décembre.

### Après la présidence

#### Parti politique
Il annonce la création du Mouvement du peuple des citoyens le 23 décembre 2014, un mouvement qui vise selon lui à empêcher le retour de « la dictature ». Le 14 janvier 2015, il prévoit la tenue du premier congrès pour le 20 mars sans qu'il ait lieu.
Selon lui, la victoire de Nidaa Tounes est due aux erreurs commises par le pouvoir durant la transition, époque au cours de laquelle il est président. Cela aurait provoqué le retour de l'ancien régime aux « mécanismes de la tyrannie et sa culture comprenant la désinformation, l'argent politique et l'exploitation de la situation sociale et sécuritaire trouble dans un contexte international et régional hostile aux révolutions du printemps arabe ». Dès lors, l'objectif de sa mouvance serait la défense de l'indépendance de la décision et de l'unité nationale, d'empêcher le retour de la dictature et de défendre les droits de l'homme et les libertés individuelles, acquis après la révolution, et assurer la mise en place d'une démocratie excluant « l'argent politique et les médias de la désinformation ». Ses premiers rassemblements politiques ont lieu entre le 20 et le 22 février 2015. Le congrès fondateur, initialement prévu pour le 20 mars au palais des congrès de Tunis, est reporté au 25 avril en raison de l'attentat de Sousse.
Finalement, il lance le Mouvement Tunisie Volonté le 20 décembre.
Le 17 février 2017, il annonce sa candidature à l'élection présidentielle de 2019. Le 1er mai, lors du congrès constitutif de son parti, seul candidat en lice, il est élu à la tête de celui-ci. Le 26 avril 2019, le parti prend le nom de Hizb el-Harak.

#### Flottille de la liberté III
Le 25 juin 2015, Marzouki participe à la Flottille de la Liberté III en direction de Gaza. Le 29 juin, à son approche des eaux territoriales de Gaza mais toujours dans les eaux internationales, la flottille est interceptée par la marine israélienne, puis ses passagers sont emmenés au port d'Ashdod, où tous sont interrogés, dont Marzouki qui est accueilli par une délégation du ministère israélien des Affaires étrangères mais qui refuse de s'entretenir avec eux. Le 30, il est expulsé vers Paris, d'où il rejoint Tunis le 1er juillet, où il est accueilli par des centaines de ses partisans.

#### Prises de position
En 2012, selon l'agence de presse officielle libyenne, Moncef Marzouki aurait appelé à la fusion de la Tunisie et de la Libye.
En septembre 2015, il prend position contre l'utilisation du test anal sur un homosexuel, déclarant son rejet de toute « agression contre l'intégrité physique et la dignité humaine de n'importe quelle personne et quelles que soient nos positions envers elle ».
Il apporte en 2016 son soutien à l'ancien président égyptien Mohamed Morsi, condamné à mort après avoir été renversé par un coup d'État en 2013. Après la révision de sa peine, il appelle les dirigeants politiques et les militants des droits de l'homme à se mobiliser pour assurer à celui-ci de meilleures conditions de détention,.
En septembre 2016, il dénonce la censure d'un entretien qu'il a accordé à la chaîne privée Attessia TV. Enregistrée au début du mois et initialement programmée pour le 14, la diffusion est d'abord annulée avant d'être reprogrammée au 16 septembre.
Le 14 janvier 2018, il déclare que le processus révolutionnaire doit continuer son cheminement en Tunisie jusqu'à la réalisation de ses objectifs. Le 26 janvier, il estime regrettable que l'anniversaire de l'adoption de la Constitution de 2014 soit passé sous silence par le gouvernement. Le 29, il juge indispensable de réviser la notion de développement en Tunisie en lui conférant une dimension locale et régionale. Le 28 mars, il exprime sa volonté de voir l'Instance vérité et dignité poursuivre ses activités pendant ce qui reste de la transition démocratique.
En février 2016, il est désigné par l'Union africaine pour superviser l'élection présidentielle comorienne.

#### Élection présidentielle de 2019
Le 7 août 2019, il dépose sa candidature à l'élection présidentielle,. Il confie la direction de sa campagne électorale à Imed Daïmi. Confronté à une forte concurrence, il se lance dans une tournée nationale pour expliquer sa politique. Son équipe de communication tente ainsi de le réconcilier avec le grand public. Il avance dans son programme électoral la révision de la dette tunisienne pour aider la réussite de la transition démocratique. Au dernier jour de campagne du premier tour, le 13 septembre, il jette un microphone au visage d'un journaliste.
Moncef Marzouki est éliminé dès le premier tour, arrivant en onzième position avec 3 % des suffrages exprimés. Pour le second tour, il soutient Kaïs Saïed, finalement élu face à Nabil Karoui.

#### Retrait de la vie politique
Le 24 novembre 2019, dans le sillage de sa défaite électorale, Moncef Marzouki annonce dans une lettre ouverte adressée au peuple tunisien son retrait définitif de la vie politique et sa démission de la tête du Hizb el-Harak,,. Il est nommé le lendemain président d'honneur de ce dernier.

#### Opposition au président Kaïs Saïed
Très critique envers le président Kaïs Saïed depuis son coup de force en 2021, et décrit comme un « traître à la patrie » par ce dernier, l'ancien président Marzouki, résident en France, fait l'objet d'un mandat d'amener international à partir du 4 novembre 2021. Le 22 décembre, il est condamné par contumace à quatre ans de prison, celui-ci déclarant avoir appris la nouvelle par la presse.
Le 24 février 2024, il est condamné par contumace à huit ans de prison ferme, reconnu coupable en première instance d’avoir tenté de « changer la forme du gouvernement » », d’« inciter les gens à s’armer les uns contre les autres » et de « provoquer le désordre et le pillage » dans le pays.

## Vie privée
Moncef Marzouki est issu d'une fratrie de onze frères et sœurs dont quatre de la même mère. Son père Mohamed est un magistrat issu de la tribu des Mrazig de la région de Douz, militant nationaliste et partisan de Salah Ben Youssef, le principal rival du président Habib Bourguiba. Il émigre au Maroc en 1956 et exerce son métier à Tanger, Meknès et Marrakech où il est inhumé en 1988,.
Moncef Marzouki est marié depuis décembre 2011 à Béatrix Rhein et père de deux filles : Myriam et Nadia. Myriam, ancienne élève de l'École normale supérieure de Paris (ENS-SHS) et agrégée de philosophie, est metteuse en scène et directrice artistique d'une compagnie théâtrale. Sa fille cadette, Nadia, obtient un doctorat en science politique à Sciences Po en 2008. Chargée de recherche au CNRS, ses recherches portent sur l'expertise du religieux. L'homme d'affaires franco-tunisien Lotfi Bel Hadj est son neveu.
Il possède une maison à Port El-Kantaoui, près de Sousse.
Moncef Marzouki refuse de porter la cravate, préférant le burnous en hommage à la culture tunisienne.

## Distinctions

### Distinctions intellectuelles
En 1982, il obtient le prix du congrès maghrébin de médecine pour l'ensemble de ses travaux de recherche sur l'état des lieux et la prévention des accidents cérébraux chez les enfants handicapés,
En 1988, il obtient le prix littéraire italien Scanno pour ses essais engagés.
En 1989, il reçoit le Prix du congrès arabe de médecine pour son œuvre Initiation à la médecine intégrative (المدخل إلى الطب المندمج),.

### Distinctions politiques et humanitaires

#### Distinctions politiques
Grand maître des ordres tunisiens entre 2011 et 2014 en qualité de président de la République tunisienne, il reçoit aussi des distinctions étrangères :
- Légion d'honneur (France) le 4 juillet 2013[106].
- Ordre de Souveraineté (Maroc) le 30 mai 2014[107].
- Grand-croix de l'Ordre national du Niger, le 23 juin 2014[108].

#### Distinctions humanitaires
Il reçoit le 22 mars 2001, de la part de l'organisation Human Rights Watch, le Prix Hellman-Hammett pour les écrivains persécutés dans leurs propres pays.

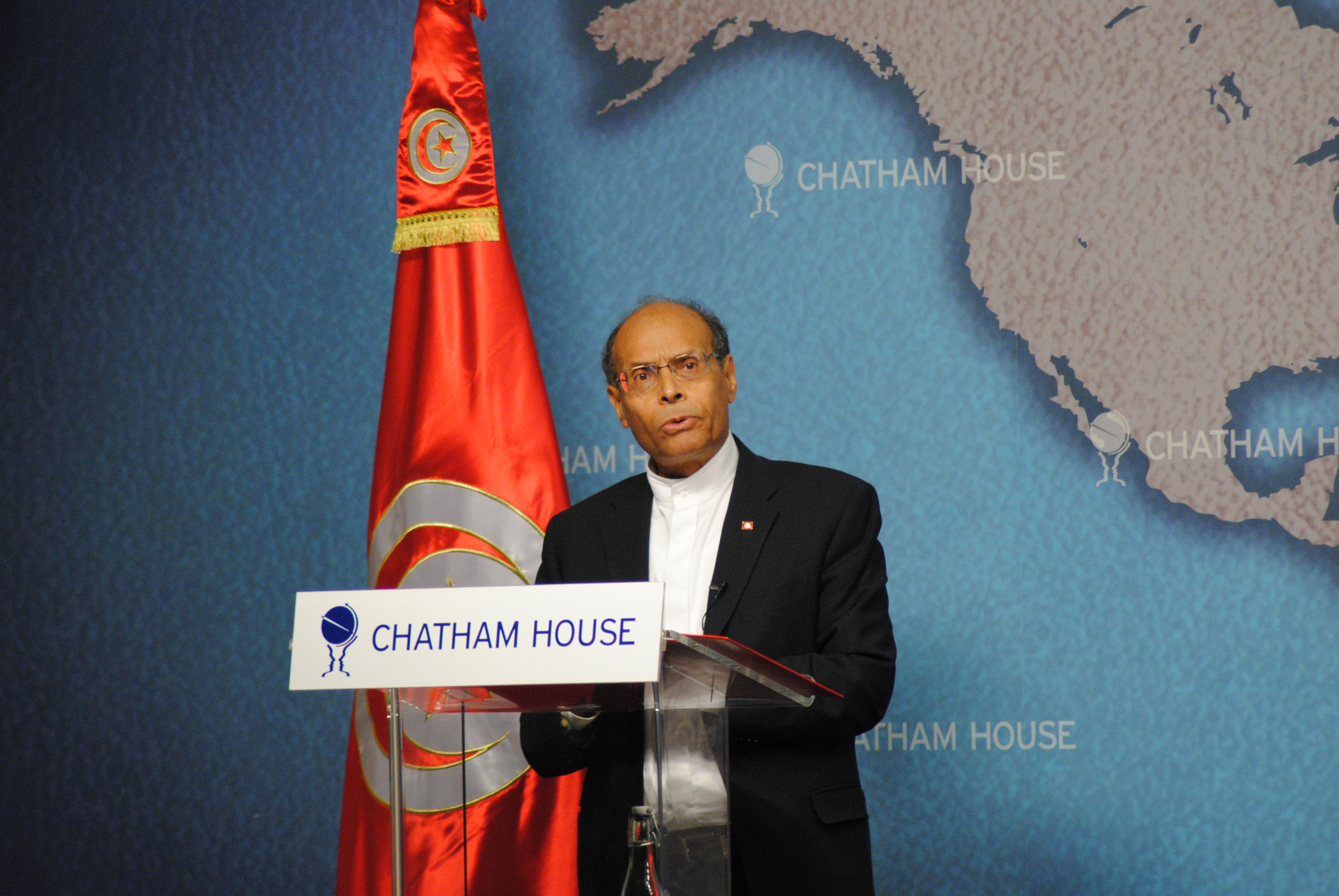
Marzouki lors de son discours juste après la réception du prix Chatham House en 2012.

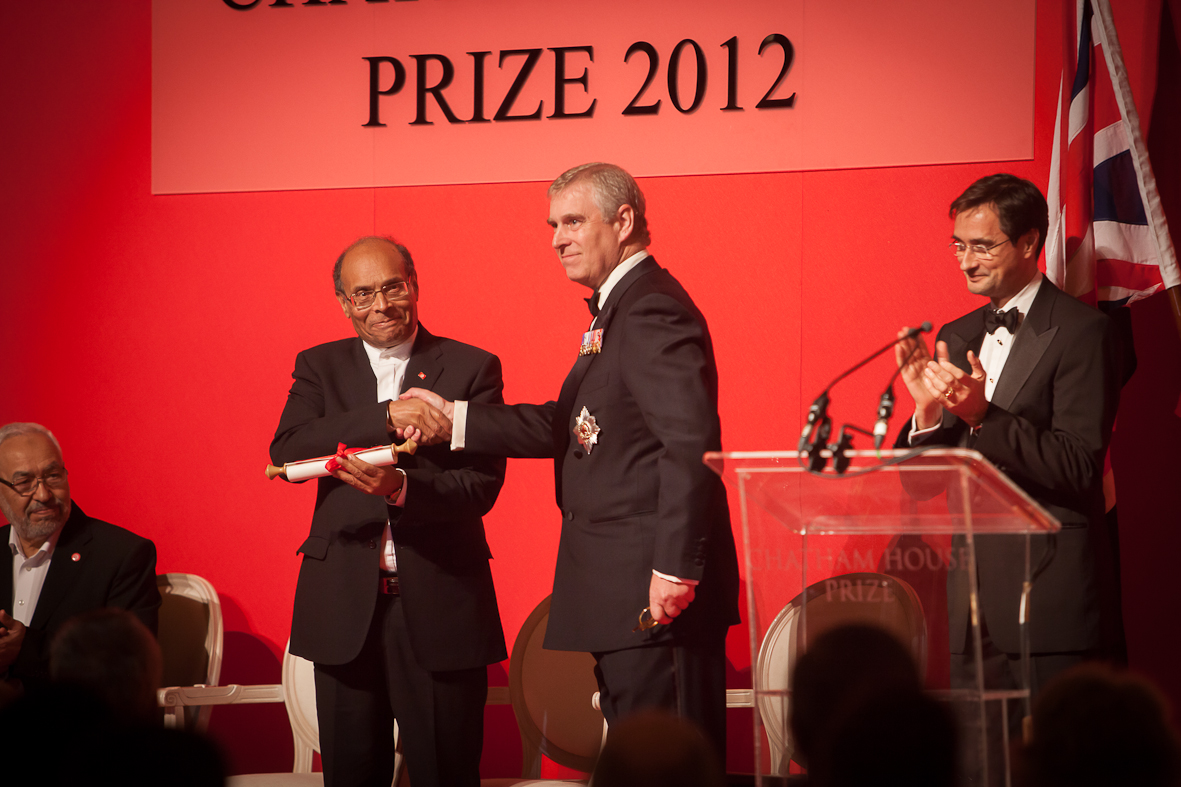
Marzouki recevant le prix Chatham House le 26 novembre 2012 de la part du prince Andrew, duc d'York.

Il obtient le 26 novembre 2012 avec le président du mouvement Ennahdha, Rached Ghannouchi, le prix Chatham House 2012 décerné par le Royal Institute of International Affairs de Londres.
Le 29 décembre 2012, il est décoré de la médaille d'or de l'Organisation du monde islamique pour l'éducation, les sciences et la culture.
En avril 2013, Time place le président Marzouki parmi les 100 personnalités les plus influentes dans le monde, dans la catégorie « Pionniers »,.
Le 3 juin 2013, il est décoré du titre de docteur honoris causa de l'université de Tsukuba.
Il est également décoré du lion d'or d'Alexandrie, le 6 juin, par le patriarche Théodore II.
Le 29 novembre 2015, il est lauréat du prix annuel d'El Qods.
En récompense des efforts qu'il aurait déployés pour la paix et la cohabitation entre les religions ainsi que la défense des droits de l'homme, il reçoit, en mars 2016, le prix de la Fondation Ducci.
En 2018, il est désigné par Global Influence dans la liste des personnalités arabes les plus influentes.

## Publications

### Livres
Écrivain bilingue, il publie dix-sept livres en arabe et quatre en français, traitant de médecine communautaire, d'éthique médicale, des droits de l'homme et du problème de la démocratisation dans les pays arabo-musulmans. Parmi eux figure Dictateurs en sursis : une voie démocratique pour le monde arabe publié en 2009, avant le Printemps arabe, aux éditions de l'Atelier à Paris. Dès 2007, les idées principales de cet ouvrage avaient été publiées par Marzouki dans sa contribution à un ouvrage dirigé par Paul Baquiast et Emmanuel Dupuy, L'idée républicaine dans le monde arabe. Témoignage d'un acteur politique.
- L'Arrache corps : essai sur l'expérimentation humaine en médecine, éd. Alternatives, Paris, 1979 ((es) El experimentacion en el ombre, éd. Jugar, Madrid, 1982).
- L'Échec et l'espérance : un médecin face à la mort, éd. Salammbô, Tunis, 1983.
- La Santé au macroscope : pour une théorie intégrée de la médecine, éd. du Méridien, Montréal, 1984.
- Arabes, si vous parliez, éd. Lieu commun, Paris, 1987  (ISBN 2-867-05-080-4).
- Laisse mon pays se réveiller : vers une quatrième civilisation, éd. Éditions pour le Maghreb arabe, Tunis, 1988.
- La Mort apprivoisée : le médecin et la mort, éd. du Méridien, Montréal, 1990  (ISBN 2-920417-67-3).
- La Médecine intégrative (المدخل إلى الطب المندمج), éd. Maison tunisienne de l'édition, Tunis, 1995.
- Le Mal arabe, éd. L'Harmattan, Paris, 2004  (ISBN 2-7475-6501-7).
- (ar) De la ruine à la construction (من الخراب إلى التأسيس), éd. Centre maghrébin pour la recherche et la traduction, Londres, 2004.
- Dictateurs en sursis : une voie démocratique pour le monde arabe (entretiens avec Vincent Geisser), éd. de l'Atelier, Paris, 2009  (ISBN 978-2-7082-4047-6), rééd. Cérès, Tunis, 2011[119].
- (ar) De quelle démocratie parlez-vous ? (عن أية ديمقراطية تتحدثون؟), éd. Mediterranean Publisher, Tunis, 2011.
- (ar) C'est la révolution, sire ! (إنها الثورة يا مولاي), éd. Mediterranean Publisher, Tunis, 2011.
- (ar) Sommes-nous digne de la démocratie ? (ھل نحن أھل للدیمقراطیة ؟), éd. Mediterranean Publisher, Tunis, 2011.
- L'invention d'une démocratie. Les leçons de l'expérience tunisienne, éd. La Découverte, Paris, 2013  (ISBN 978-2-7071-7586-1).
- Tunisie, du triomphe au naufrage (entretiens avec Pierre Piccinin da Prata et Thibaut Werpin), éd. L'Harmattan, Paris, 2013.
- (ar) On gagne… ou on gagne. Pour un printemps arabe (ننتصر ... أو ننتصر، من أجل الربيع العربي), éd. Mediterranean Publisher, Tunis, 2014[120].
- (ar) Le Voyage, biographie d'un humain (الرحلة : مذكرات آدمي), éd. Mediterranean Publisher, Tunis, 2016[121].

### Articles scientifiques
En tant qu'un enseignant-chercheur à la faculté de médecine de Sousse puis en France, il publie certains articles scientifiques portant sur la médecine communautaire, l'épidémiologie, les droits de l'homme et la médecine sociale :
- Moncef Marzouki, « Winning freedom », Index on Censorship, vol. 18, no 1,‎ janvier 1987, p. 23-25 (ISSN 0306-4220, DOI 10.1080/03064228908534574).
- Moncef Marzouki, « Militants des droits de l'homme et « transition » démocratique en Tunisie », La Nouvelle Revue socialiste, no 14 « Transitions démocratiques au Maghreb », septembre 1991.
- A. Njah, Radhia Hergli, Jalel Gloulou et Moncef Marzouki, « Changements sociodémographiques de la population tunisienne et transition épidémiologique », Maghreb médical, no 253,‎ 1992, p. 26-29.
- Hassen Ghannem, R. Maarouf, Abdellatif Tabka, A. Haj Frej et Moncef Marzouki, « La triade obésité, hypertension et troubles de la glycoregulation dans une population semi-urbaine du Sahel tunisien », Diabète et métabolisme, vol. 19, no 3,‎ mai 1993, p. 310-314 (ISSN 0338-1684, PMID 8405622, lire en ligne, consulté le 2 février 2018).
- (en) Moncef Marzouki, « Thoughts from the Human Rights Perspective », Child Abuse & Neglect, vol. 21, no 2,‎ janvier 1997, p. 117-123 (ISSN 0145-2134, DOI 10.1016/S0145-2134(96)00137-8).
- Ali Mtiraoui, Mohamed Soussi Soltani, Hassen Ghannem, Mondher Letaief, R. Zayani, H. Hdhiri, Abdallah Bchir et Moncef Marzouki, « Épidémiologie de la tuberculose dans le Sahel tunisien », Médecine et maladies infectieuses, vol. 28, no 2,‎ février 1998, p. 199-202 (ISSN 0399-077X, DOI 10.1016/S0399-077X(98)80008-5, lire en ligne, consulté le 2 février 2018).
- Moncef Marzouki, « Handicap : les limites du concept sont-elles encore négociables », Prévenir, no 39,‎ 2000, p. 23-27.
- Moncef Marzouki, « Le non-engagement scientifique pour le respect des droits fondamentaux de la personne », Santé publique, vol. 13, no 1,‎ 2001, p. 3-6 (ISSN 0995-3914, DOI 10.3917/spub.011.0003, lire en ligne, consulté le 4 février 2018).
- Moncef Marzouki, « Mondialisation, santé et droits de l'homme au Sud et au Nord », Santé publique, vol. 15, no 3,‎ 2003, p. 283-289 (ISSN 0995-3914, DOI 10.3917/spub.033.0283, lire en ligne, consulté le 3 février 2018).